# Le Goûter d'anniversaire
Pour les articles homonymes, voir The Birthday Party.
Pour plus de détails, voir Fiche technique et Distribution.
Le Goûter d'anniversaire (The Birthday Party)  est un dessin animé de Mickey Mouse produit par Walt Disney pour Columbia Pictures et sorti le 6 janvier 1931.

## Synopsis
C'est l'anniversaire de Mickey. Tous ses amis, dont Clarabelle Cow et Horace Horsecollar se sont réunis chez Minnie pour lui faire une surprise.

## Fiche technique
- Titre original : The Birthday Party
- Autres titres[2] :
  - Allemagne : Mickys Geburtstagsparty
  - France : Le Goûter d'anniversaire
  - Suède : Musse Piggs födelsedag
- Série : Mickey Mouse
- Réalisateur : Burt Gillett
- Animateur : David Hand
- Voix : Walt Disney (Mickey), Marcellite Garner (Minnie)
- Producteur : Walt Disney, John Sutherland
- Distributeur : Columbia Pictures
- Date de sortie[1],[2]: 6 janvier 1931
- Format d'image : Noir et Blanc
- Son : Cinephone
- Musique : Jimmy McHugh
- Durée : 7 min
- Langue : (en)
- Pays :  États-Unis